# Pandemonium (album)
Pandemonium är ett samlingsalbum av popgruppen BWO, och totalt gruppens femte album. Det släpptes den 9 april 2008 och innehållar en samling av gruppens tidigare singlar. Den första singeln, "Lay Your Love on Me", deltog i Melodifestivalen 2008. Den andra singeln "Barcelona" släpptes i slutet av maj 2008. Den tredje singeln, "The Bells of Freedom", kommer att vara årets Europride-låt. Den fjärde och sista singeln från Pandemonium, "Gomenasai" släpptes i början av oktober 2008.

## Låtlista
1. The Bells of Freedom
2. Lay Your Love on Me
3. Barcelona
4. Sunshine in the Rain
5. Give Me The Night
6. Chariots of Fire
7. Open Door
8. Gomenasai
9. Sixteen Tons Of Hardware
10. Will My Arms Be Strong Enough
11. We Should Be Dancing
12. Temple Of Love
13. Living In A Fantasy
14. We Could Be Heroes
15. Voodoo Magic
16. Let It Rain
17. Conquering America
18. The Destiny Of Love

## Listplaceringar
| Lista (2008) | Topplacering |
| ------------ | ------------ |
| Sverige      | 3            |